# Schlacht von Meung-sur-Loire
Die Schlacht von Meung-sur-Loire fand am 15. Juni 1429 statt. Sie war eine der Schlachten, die Jeanne d’Arc nach dem Ende der Belagerung von Orléans schlug und Teil des so genannten Loire-Feldzugs, der die erste nachhaltige Offensive der Franzosen im Hundertjährigen Krieg seit einer Generation war.

## Hintergrund
Nahezu ganz Frankreich nördlich der Loire war bis zum Jahre 1429 von den Engländern und ihren Alliierten, dem Herzogtum Burgund besetzt worden. Durch die Einnahme aller Loirebrücken und der Zerstörung der Brücke in Orléans hatten die Franzosen alle Möglichkeiten zur Überquerung des Flusses verloren. Meung-sur-Loire war eine kleine Stadt am nördlichen Ufer der Loire in Zentralfrankreich, etwas westlich von Orléans. Dort lag eine der Brücke über den Fluss, die im späteren Verlauf des Krieges noch Bedeutung erlangen sollte. Die Engländer hatten die Stadt einige Jahre zuvor eingenommen, um sie als möglichen Ausgangspunkt für eine Offensive gegen Südfrankreich nutzen zu können.

## Schlachtverlauf
Die englische Verteidigung in Meung-sur-Loire bestand aus der ummauerten Stadt selbst, den Befestigungsanlagen an der Brücke und einer großen Burg gleich außerhalb der Stadt. Die Burg diente den Engländern dabei als eine Art Hauptquartier, in denen die Befehlshaber der Truppen, John Talbot, 1. Earl of Shrewsbury und Thomas de Scales, 7. Baron Scales, residierten.
Jeanne d’Arc und Jean II. de Alençon kontrollierten auf französischer Seite eine Truppe von höchstens 6000 bis 7000 Mann. Jeanne d’Arc und de Alençon ignorierten bei ihrem Angriff sowohl die Stadt als auch die Burg und führten nach dem massiven Einsatz von Belagerungswaffen einen Frontalangriff auf die Brückenbefestigung, der sogleich zum Erfolg führte. Der Kampf um die Brücke dauerte somit nur einen Tag. Anstatt sich nun gegen die Burg und die befestigte Stadt zu wenden, ließen Jeanne d’Arc und de Alençon lediglich eine ausreichende Garnison zur Bewachung der Brücke zurück und wandten sich sogleich in Richtung ihres nächsten Zieles Beaugency.